# John Henry Holland
John Henry Holland (Fort Wayne, 2 de fevereiro de 1929 - Ann Arbor, 9 de agosto de 2015) foi um cientista e professor estadunidense.
Lecionou nos cursos de psicologia, engenharia elétrica e ciência da computação da Universidade de Michigan, em Ann Arbor. Foi pioneiro em sistemas complexos e ciência não-linear. É conhecido por ter criado os algoritmos genéticos.

## Biografia
Estudou física no Instituto Tecnológico de Massachusetts e concluiu o bacharelado em 1950. Estudou matemática na Universidade de Michigan e terminou o mestrado em 1954.
Em 1959 tornou-se o primeiro a receber um Ph.D. em ciência da computação na Universidade de Michigan.

## Trabalho
Holland frequentemente dava palestras em todo o mundo sobre sua própria pesquisa e sobre pesquisas e questões abertas em estudos de sistemas adaptativos complexos. Em 1975 ele escreveu o livro inovador sobre algoritmos genéticos, "Adaptação em Sistemas Naturais e Artificiais".

## Publicações
Holland é autor de inúmeras obras sobre sistemas adaptativos complexos, entre elas:
- Adaptation in Natural and Artificial Systems (1975, MIT Press)
- Hidden Order: How Adaptation Builds Complexity (1995, Basic Books); revisado por Mark S. Miller em Reason
- Emergence: From Chaos to Order (1998, Basic Books)
- Signals and Boundaries: Building Blocks for Complex Adaptive Systems (2012, MIT Press)
- Complexity: A Very Short Introduction (2014, Oxford University Press)

Artigos, uma seleção:
- "A universal computer capable of executing an arbitrary number of subprograms simultaneously", Proc. Eastern Joint Comp. Conf. (1959), págs. 108–112
- "Iterative circuit computers", Proc. Western Joint Comp. Conf. (1960), págs. 259–265
- "Outline for a logical theory of adaptive systems", in: JACM, Vol 9 (1962), no. 3, págs. 279–314
- "Hierarchical descriptions, universal spaces, and adaptive systems", Arthur W. Burks, editor. Essays on Cellular Automata (1970). University of Illinois Press
- "Using Classifier Systems to Study Adaptive Nonlinear Networks", in Daniel L. Stein, editor. Lectures in the Sciences of Complexity (1989). Addison Wesley
- "Concerning the Emergence of Tag-Mediated Lookahead in Classifier Systems", Stephanie Forrest, editor. Emergent Computation: self-organizing, collective, and cooperative phenomena in natural and computing networks (1990). MIT Press
- "The Royal Road for Genetic Algorithms: Fitness Landscapes and GA Performance", Francisco J. Varela, Paul Bourgine, editors. Toward a Practice of Autonomous Systems: proceedings of the first European conference on Artificial Life (1992). MIT Press
- "Echoing Emergence: objectives, rough definitions, and speculations for ECHO-class models", George A. Cowan, David Pines, David Meltzer, editors. Complexity: metaphors, models, and reality (1994), Addison-Wesley
- "Can There Be A Unified Theory of Complex Adaptive Systems?", Harold J. Morowitz, Jerome L. Singer, editors. The Mind, The Brain, and Complex Adaptive Systems (1995). Addison-Wesley
- "Board Games", John Brockman, editor. The Greatest Inventions of the Past 2000 Years (2000). Phoenix
- "What is to Come and How to Predict It.", John Brockman, editor. The Next Fifty Years: science in the first half of the twenty-first century (2002). Weidenfeld & Nicolson